# Jennette (Arkansas)
Jennette es un pueblo ubicado en el condado de Crittenden en el estado estadounidense de Arkansas. En el Censo de 2010 tenía una población de 115 habitantes y una densidad poblacional de 17,99 personas por km².

## Geografía
Jennette se encuentra ubicado en las coordenadas 35°9′54″N 90°24′28″O / 35.16500, -90.40778. Según la Oficina del Censo de los Estados Unidos, Jennette tiene una superficie total de 6.39 km², de la cual 6.37 km² corresponden a tierra firme y (0.36%) 0.02 km² es agua.

## Demografía
Según el censo de 2010, había 115 personas residiendo en Jennette. La densidad de población era de 17,99 hab./km². De los 115 habitantes, Jennette estaba compuesto por el 6.09% blancos, el 93.91% eran afroamericanos, el 0% eran amerindios, el 0% eran asiáticos, el 0% eran isleños del Pacífico, el 0% eran de otras razas y el 0% pertenecían a dos o más razas. Del total de la población el 0% eran hispanos o latinos de cualquier raza.